# Yan Bingtao
Yan Bingtao (n. 16 februarie 2000, Zibo⁠(d), Republica Populară Chineză) este un fost jucător chinez de snooker. A ocupat poziția a zecea mondială în martie 2021, cel mai bun loc din cariera sa. În prezent ispășește o suspendare de cinci ani din competiția profesionistă după ce a fost declarat vinovat de o serie de aranjări ale meciurilor.
La vârsta de 17 ani și 284 de zile, Yan a devenit cel mai tânăr jucător care a participat vreodată la o finală de clasament atunci când l-a înfruntat pe Mark Williams la Openul Irlandei de Nord din 2017 , dar a pierdut în joc decisiv. Yan a obținut primul său titlu într-un turneu de clasament la Mastersul de la Riga din 2019, devenind al treilea jucător chinez, după Ding Junhui și Liang Wenbo, care a câștigat un turneu de clasament.
Și-a făcut debutul la Masters la ediția din 2021, unde l-a învins pe John Higgins cu 10–8 în finală și a câștigat primul său titlu în Tripla Coroană.
În decembrie 2022, WPBSA l-a suspendat pe Yan din circuitul profesionist pe fondul unei investigații privind aranjarea meciurilor. În urma unui tribunal disciplinar independent, i s-a interzis să concureze profesional până la 11 decembrie 2027.

## Finalele carierei

### Turnee de clasament: 4 (1 titlu)
| Rezultat | Nr. | An   | Turneu                  | Adversar în finală | Scor |
| -------- | --- | ---- | ----------------------- | ------------------ | ---- |
| Finalist | 1.  | 2017 | Openul Irlandei de Nord | Mark Williams      | 8–9  |
| Campion  | 1.  | 2019 | Riga Masters            | Mark Joyce         | 5–2  |
| Finalist | 2.  | 2020 | Campionatul Jucătorilor | Judd Trump         | 4–10 |
| Finalist | 3.  | 2022 | Mastersul German        | Zhao Xintong       | 0–9  |

### Turnee invitaționale: 1 (1 titlu)
| Legendă           |
| ----------------- |
| The Masters (1–0) |

| Rezultat | Nr. | An   | Turneu      | Adversar în finală | Scor |
| -------- | --- | ---- | ----------- | ------------------ | ---- |
| Campion  | 1.  | 2021 | The Masters | John Higgins       | 10–8 |

### Finale Pro-am: 2 (1 titlu)
| Rezultat | Nr. | An   | Turneu                                      | Adversar în finală | Scor |
| -------- | --- | ---- | ------------------------------------------- | ------------------ | ---- |
| Campion  | 1.  | 2017 | Asian Indoor and Martial Arts Games (6-red) | Soheil Vahedi      | 5–1  |
| Finalist | 1.  | 2018 | Zibo International Open                     | Zhou Yuelong       | 2–5  |

### Turnee pe echipe: 2 (1 titlu)
| Rezultat | Nr. | An   | Turneu                | Echipă  | Adversari în finală | Scor |
| -------- | --- | ---- | --------------------- | ------- | ------------------- | ---- |
| Campion  | 1.  | 2015 | Cupa Mondială         | China B | Scoția              | 4–1  |
| Finalist | 1.  | 2017 | CVB Snooker Challenge | China   | Marea Britanie      | 9–26 |

### Turnee de amatori: 2 (1 titlu)
| Rezultat | Nr. | An   | Turneu                                | Adversar în finală | Scor |
| -------- | --- | ---- | ------------------------------------- | ------------------ | ---- |
| Campion  | 1.  | 2014 | Campionatul Mondial IBSF              | Muhammad Sajjad    | 8–7  |
| Finalist | 1.  | 2015 | Campionatul Mondial IBSF 6-bile roșii | Pankaj Advani      | 2–6  |

## Legături externe
- Yan Bingtao at CueTracker.net: Snooker Results and Statistic Database
- Profile pe Pro Snooker Blog